# Teorema de Minkowski

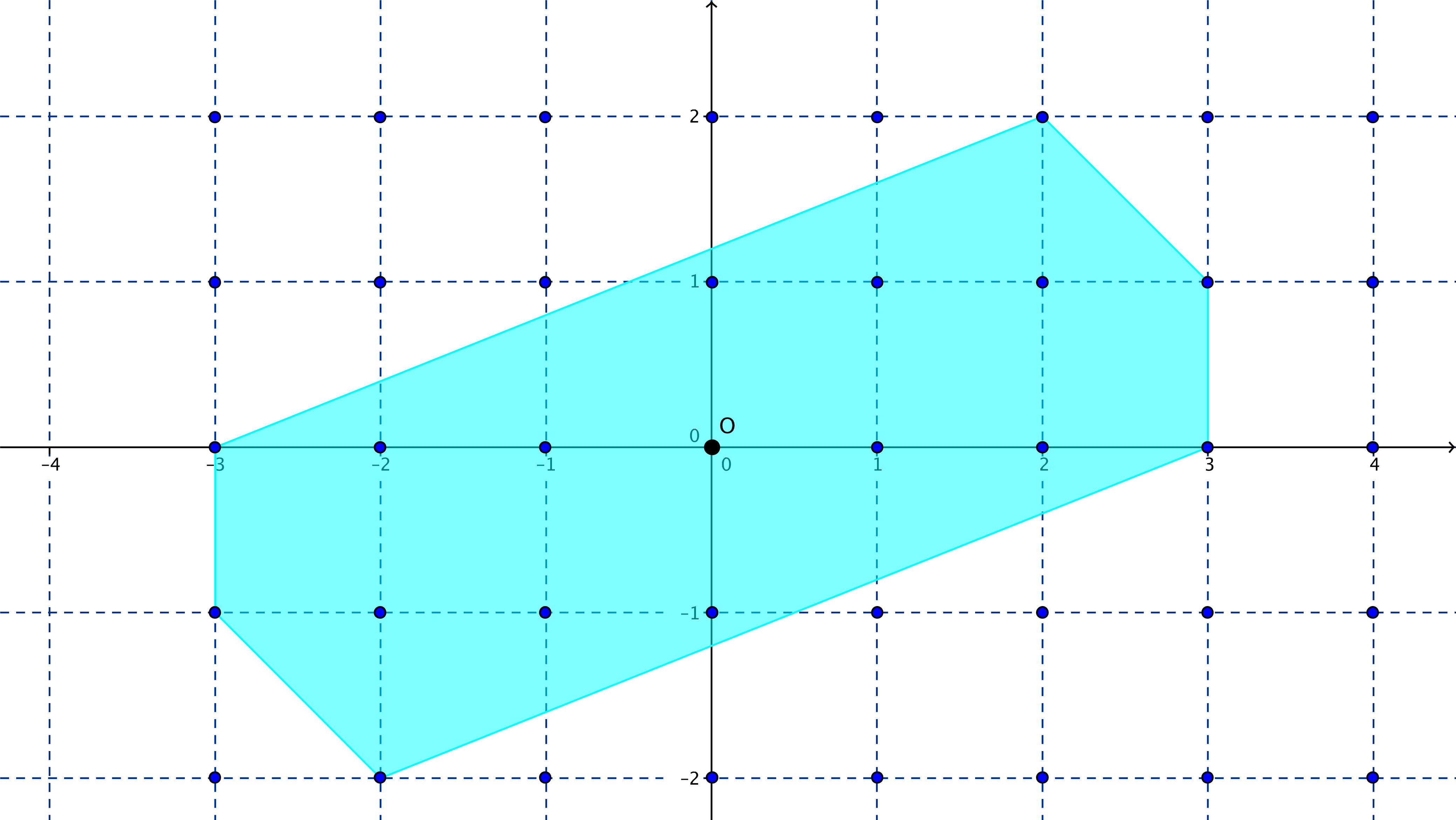
Um conjunto em R^{2} satisfazendo as hipóteses do teorema de Minkowski.

Em matemática, o teorema de Minkowski diz que qualquer conjunto convexo em Rn que seja  simétrico em relação à origem e que tenha  volume superior a 2n d(L) contém um ponto não nulo do reticulado L. O teorema foi provado por Hermann Minkowski, em 1889, e tornou-se a fundação do ramo da teoria dos números chamado geometria dos números.

## Formulação
Suponha que L é um reticulado n-dimensional (no espaço vetorial Rn)  cujo determinante é d(L)  e que S é um subconjunto convexo de Rn, simétrico com relação à origem, o que significa que, se x pertence à S , então −x  também pertence.
O teorema de Minkowski afirma que se o volume de S é estritamente maior que 2n d(L), então S tem de conter pelo menos um ponto de L que não seja a origem.

## Exemplo
O exemplo mais simples de um reticulado é o conjunto Zn de todos os pontos com coeficientes inteiros: o seu determinante é 1. Para n = 2, o teorema afirma que qualquer figura convexa no plano e simétrica com relação à origem tem pelo menos um ponto do reticulado além da origem se tiver área maior do que 4. Esse limitante na área é bem justo: se S é o interior do quadrado com vértices (±1, ±1), então S é simétrico e convexo, tem área 4, mas o único ponto do reticulado contido nele é a origem. Esta observação pode ser generalizada para cada dimensão n.

## Prova

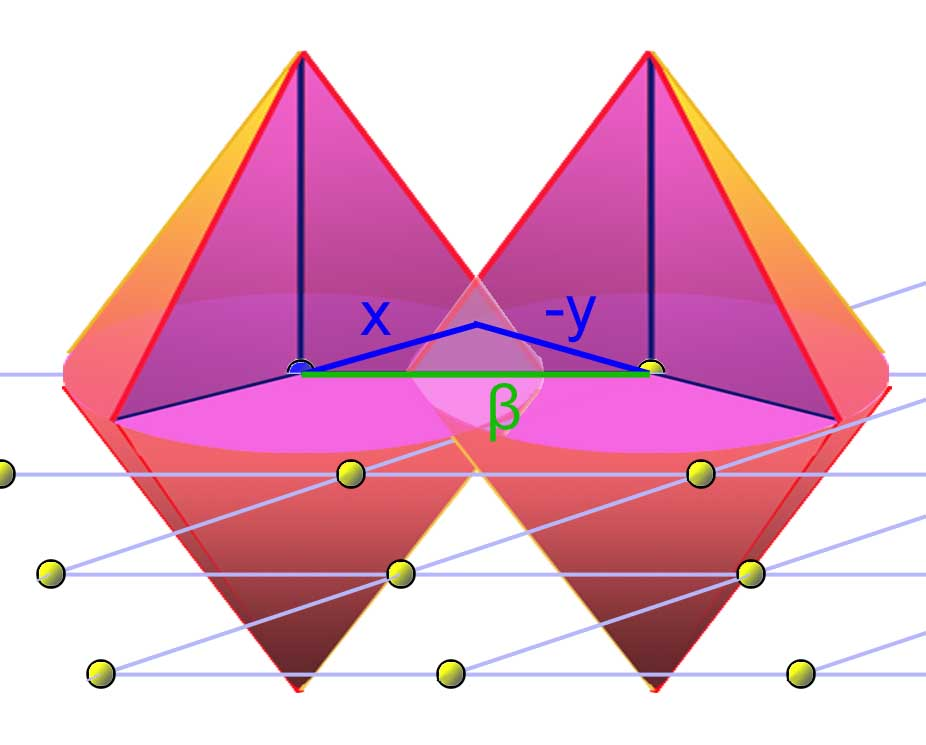
Ilustração do teorema de Minkowski, sobre aritmética geométrica.

O seguinte argumento prova o teorema Minkowski para o caso especial de L=Z2. Ele pode ser generalizada para reticulados arbitrários em dimensões arbitrárias.
Considere o mapa {\displaystyle }. Intuitivamente, este mapa corta o plano em quadrados  2 por 2, em seguida, empilha os quadrados em cima uns dos outros. Claramente {\displaystyle } tem área ≤ 4. Suponha que f é  injetora, o que significa que os pedaços de S cortados em quadrados e empilhados não têm sobreposição. Como f preserva a área localmente, esta propriedade de não-sobreposição faz com que a área seja preservada para todo o S, portanto, a área de f(S) é a mesma que a de S, que é maior do que 4. Isto gera uma contradição. Logo, f não é injetora e {\displaystyle } para algum par de pontos {\displaystyle } em S. Além disso, sabemos que a partir da definição de f temos {\displaystyle } para alguns inteiros i e j, onde i e j não são ambos zero.
Então, como S é simétrica com relação à origem, {\displaystyle } é também um ponto em S. Como S é convexo, o segmento de linha entre {\displaystyle } e {\displaystyle } situa-se inteiramente em S e, em particular, o ponto médio do segmento também pertence à S. Em outras palavras,
{\displaystyle }
está em S. (i,j) é um ponto do reticulado e não é a origem, pois i e j não são ambos nulos, terminando a prova.

## Aplicações
Uma aplicação deste teorema é o resultado que cada classe da classe ideal de grupo
de um corpo numérico algébrico K contém um ideal fracionário cuja norma não é superior a um determinado limite, dependendo de K, chamado limite de Minkowski: a finitude do número de classe de um corpo algébrica segue imediatamente desse fato.
O Teorema de Minkowski também é útil para provar o Teorema de Fermat-Lagrange, que afirma que todo número natural pode ser escrito como a soma dos quadrados de quatro números naturais.